# ريان أبو لطيفة
ريان حسن أبو لطيفة لاعب كرة قدم سعودي ، يلعب في نادي عفيف.
لعب في الفئات السنية في نادي الاتحاد ولعب بعدها مع نادي محايل ونادي عفيف.